# Dasychira albacostata
Dasychira albacostata är en fjärilsart som beskrevs av George Thomas Bethune-Baker 1911. Dasychira albacostata ingår i släktet Dasychira och familjen tofsspinnare. Inga underarter finns listade i Catalogue of Life.